# Plautilla Nelli
Plautilla Nelli, född 1524, död 1588, var en italiensk konstnär (målare). 
Hon räknas som den första kvinnliga konstnären i renässansens Florens. 